# Perché il socialismo?

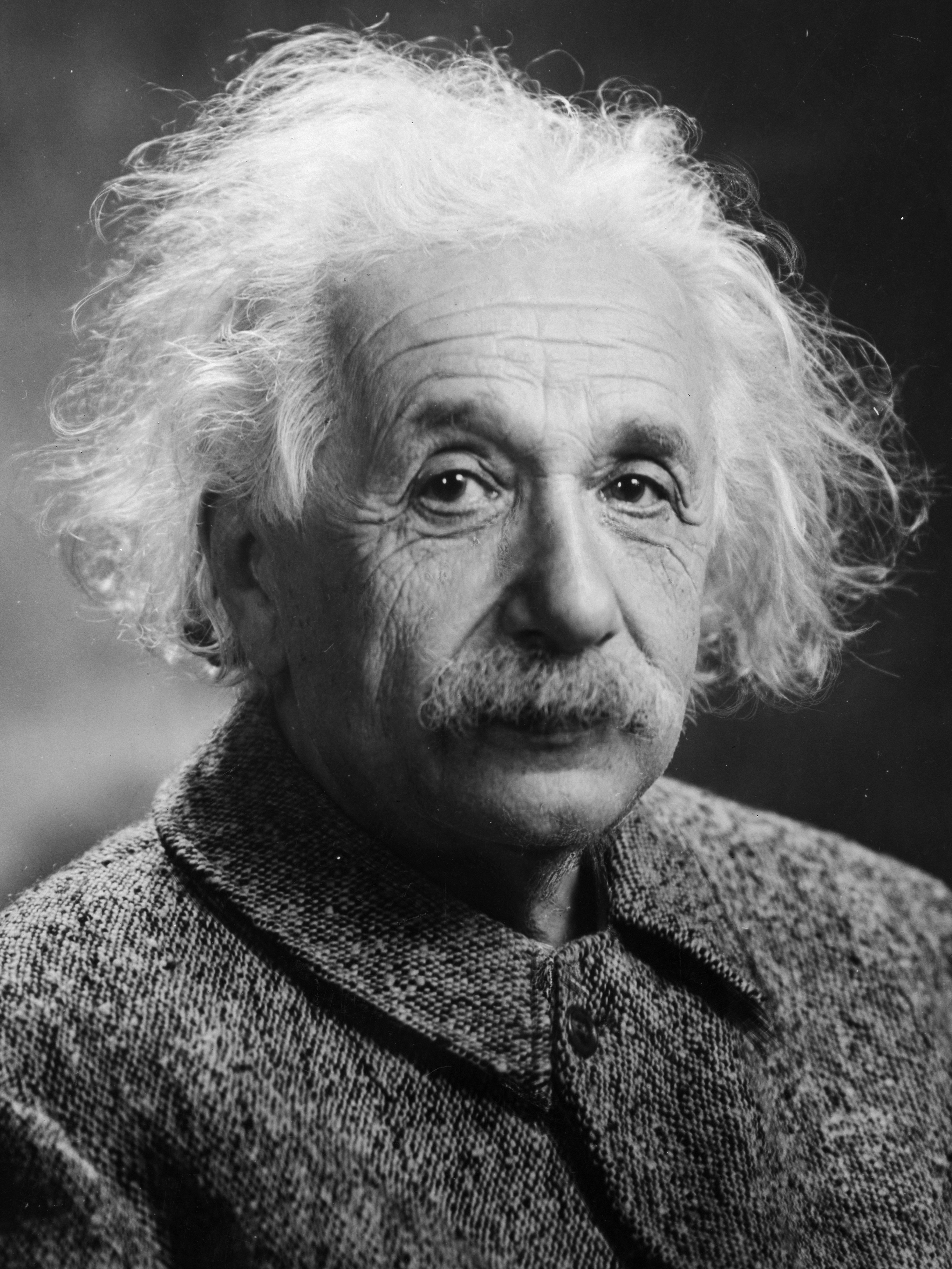
Albert Einstein nel 1947

Perché il socialismo? è un articolo scritto da Albert Einstein nel maggio 1949 apparso nel primo numero della rivista mensile socialista Monthly Review. Einstein lamentava scarsa libertà di discussione e tabù sull'argomento, ritenne quindi importante il dibattito su tale rivista.

## Contenuto
Secondo Einstein lo scopo sociale di una società capitalista, insieme alla competizione tra capitalisti, porta a cicli inutili di boom e crisi, e alla fine incoraggia l'egoismo invece della cooperazione. Inoltre, il sistema educativo di una tale società sarebbe gravemente compromesso in quanto le persone si auto-educano solo per far avanzare le loro carriere. Ciò si traduce nella "paralisi degli individui" e nell'erosione della creatività umana. Einstein ritiene che la competizione sfrenata in una società capitalista porti a un enorme spreco di lavoro e causi l'anarchia economica, denunciata come la vera fonte del "male" del capitalismo.
Secondo Walter Isaacson, Einstein, in questo articolo avrebbe previsto che, nella società capitalista, i partiti politici e i gli stessi politici sarebbero stati corrotti dai finanziamenti dei proprietari di grandi quantità di capitale, e che tale sistema non sarebbe potuto essere controllato nemmeno in una società democratica, in quanto le principali fonti di informazione (stampa, radio e sistema d'istruzione) sarebbero state controllate dai capitalisti.
Einstein afferma che un'economia pianificata, dove i mezzi di produzione fossero quindi di proprietà della società, accompagnata da un sistema educativo orientato al perseguimento di obiettivi sociali, sarebbe potuta essere la soluzione alle falle del capitalismo da lui elencate.

## Motivazioni
Per quanto riguarda la motivazione che lo spinse a pubblicare l'articolo, Einstein riteneva che il Monthly Review sarebbe stato un buon forum per le idee socialiste: